# Radio K.A.O.S.
Radio K.A.O.S. es un álbum conceptual del cantautor y compositor Roger Waters, lanzado en 1987. Es su segundo álbum en solitario.

## Concepto
La historia se basa en torno a un hombre discapacitado de 23 años de edad, de Gales , llamado Billy.
Billy utiliza una silla de ruedas y se cree que está en estado vegetativo.
Sin embargo, Billy es muy inteligente, pero no tiene manera de expresarse.
Billy tiene un hermano gemelo, Benny, que es un minero de carbón.
Billy vive con Benny, la esposa de Benny Molly, y sus hijos.
Desafortunadamente, Benny ha perdido su trabajo en las minas debido a las "fuerzas del mercado".
Una noche, Benny y Billy salen a un Pub Crawl cuando pasan a una tienda llena de pantallas televisores en los que se difunde la "condescendencia burlona" de Margaret Thatcher.
Benny descarga su ira sobre esta tienda y roba un teléfono inalámbrico.
A continuación, en forma teatral, Benny posa en un puente peatonal en protesta por los cierres, la misma noche, un taxista es asesinado por un bloque de cemento que cayó desde un puente similar (pista 2 «Who Needs Information»). La policía interroga a Benny, que se esconde el teléfono en silla de ruedas de Billy. Benny es llevado a prisión, y Molly, incapaz de hacer frente, envía a Billy a vivir con su tío David en Los Ángeles. Billy es talentoso y puede oír las ondas de radio en su cabeza (pista 1, «Radio Waves»), por lo que comienza a explorar el teléfono inalámbrico, reconociendo la similitud con una radio.
El experimenta con el teléfono y es capaz de acceder a los ordenadores y sintetizadores del habla, aprende a hablar a través de ellos.
Él llama a una estación de radio en Los Ángeles de nombre Radio KAOS (de ahí el título del álbum) y les habla de su historia de vida de su hermano al estar en la cárcel (pista 3, «Me or Him»), sobre cuñada de no poder hacer frente y mandándolo a Los Ángeles para vivir con su tío Dave (pista 5, Sunset Strip), y acerca de los cierres de las minas (pista 4 «Powers that Be»).
Billy, finalmente, hackea en un satélite militar y enfadado por el estado del mundo en que habita, simula un ataque nuclear (pista 6, «Home» y pista 7, «Four Minutes» ).
El álbum concluye con una canción sobre cómo todos, al pensar que estaban a punto de morir, se dan cuenta de que el miedo y la competitividad pregonada por los medios masivos de comunicación es mucho menos importante que su amor por la familia y la comunidad en general. (pista 8, «The Tide Is Turning»).
El álbum está dedicado "a todos aquellos que se encuentran en el final violento del monetarismo ".

## Lista de canciones
Todas las canciones escritas por Roger Waters.
1. «Radio Waves» – 4:58
2. «Who Needs Information» – 5:55
3. «Me or Him» – 5:23
4. «The Powers That Be» – 4:36
5. «Sunset Strip» – 4:45
6. «Home» – 6:00
7. «Four Minutes» – 4:00
8. «The Tide Is Turning (After Live Aid)» – 5:43

Hay otras tres canciones que fueron escritas para este álbum, pero únicamente se interpretaron en vivo o lanzaron en sencillos.
«Going to Live in LA» dijo Benny de cómo fue enviado a la cárcel, su cuñada Molly no podía hacer frente por lo que envió a Billy a vivir con su tío Dave.
«Molly Song» (parte del cual se repitió en «Four Minutes» en el álbum) es un cuento de Billy de cómo se puede hackear en los satélites del gobierno de velar por Molly, su cuñada de vuelta en Gales.
«Get Back to Radio» fue la primera canción escrita para el álbum, pero líricamente no se refería a la historia de Billy.

## Gira
La gira de KAOS duró desde mediados de agosto de 1987 a finales de noviembre del mismo año.
Fue en su totalidad en América del Norte, excepto para los dos últimos shows de Wembley, Inglaterra.
La gira fue la más larga en la carrera de Waters e incluyó puesta en escena extravagante, accesorios y video.
La totalidad del concierto fue tratada como un especial de radio KAOS; KAOS en la carretera y contó con Jim Ladd en medio de muchas canciones, presentándolas, conversando con Billy o simplemente complementando a Roger y la banda en su presentación.
La pantalla que se utilizó para la gira incluyó varias secuencias de video de Roger, Jim y varios otros actores que interpretan aspectos de las canciones. También se contó con animaciones e imágenes reales de lo que representan las canciones.
El concierto era "interrumpido" por Billy en un punto cada noche y tocó el video para el primer sencillo de Pink Floyd Arnold Layne.
Antes de comenzar cada espectáculo, Jim Ladd tenía llamadas de personas en una cabina especial y estas llamadas eran contestadas luego por Roger.
La persona que en cada stand fue elegido por lo general a través de una competencia en las estaciones de radio locales, teniendo en el tema del concierto.
El set-list en ocasiones incluye el álbum completo Radio KAOS, así como populares canciones de Pink Floyd compuestas por Waters y por lo general duraba más de dos horas y media.

## Personal
- Roger Waters - Voz, guitarra, bajo, shakuhachi, teclado.
- Graham Broad - Batería, percusión.
- Mel Collins - Saxofón
- Nick Glennie-Smith - DX7 y Emu en "Powers That Be".
- Matt Irving - órgano Hammond en "Powers That Be".
- John Linwood - Batería en "Powers That Be".
- Andy Fairweather Low - Guitarra eléctrica
- Suzanne Rhatigan - Coros principales en " Radio Waves ", "Me or Him", "Sunset Strip" y "The Tide Is Turning".
- Ian Ritchie - Piano, teclados, saxo tenor, Fairlight, programación de batería.
- John Phirkell - Trompeta
- Peter Thoms - Guitarra eléctrica
- Katie Kissoon, Doreen Chanter, Madeline Bell, Steve Langer Y Vicki Brown - Coros en "Who Needs Information", "Powers That Be" y "Radio Waves".

### Invitados
- Clare Torry - Voz en "Home" y "Four Minutes"
- Paul Carrack - Voz en "The Powers That Be"

### Técnica
- Pablo Batchelor - Ingeniero auxiliar
- Noel Davis - Maestro de coro
- Nick Griffiths - Productor
- Kate Hepburn - Diseño de portada
- Eric Jones - Acuerdo de coro
- Chris Sheldon - Ingeniero
- Kevin Whyte - Ingeniero auxiliar

## Posición en listas
Álbum - Reino Unido
| Año  | Posición |
| ---- | -------- |
| 1987 | 25       |

Álbum - Billboard (América del Norte)
| Año  | Lista         | Posición |
| ---- | ------------- | -------- |
| 1987 | Billboard 200 | 50       |